# Гомская епархия
Гомская епархия (греч. Ιερά Επίσκοπη Γκόμας) — епархия Александрийской Православной Церкви на востоке Демократической Республики Конго.

## История
Гомская епархия была учреждена 26 ноября 2018 года с кафедрой в городе Гома. Её территория была выделена из обширной Киншасской митрополии.

## Епископы
- Тимофей (Нтумба) (с 30 марта 2024 года)